# You Me at Six
You Me at Six est un groupe de pop punk britannique, originaire de Weybridge, dans le Comté de Surrey, en Angleterre. Formé en 2004, le groupe connait un grand succès à partir de la sortie de leur premier album Take Off You Colours en 2008, incluant notamment les singles Save It for the Bedroom et Finders Keepers. Le groupe revendique des influences telles que Blink 182, Incubus ou encore Thrice. Après 8 albums et 20 ans de carrière, ils annoncent, en février 2024, la fin du groupe avec une tournée d'adieu.

## Biographie

### Formation, premier EP et album (2004 - 2008)
Max Helyer (guitare) et Josh Franceschi (chant) ont formé le groupe ensemble en 2004. Trois nouveaux membres se sont rapidement ajoutés au groupe en les personnes de Matt Barnes (basse), Chris Miller (guitare) et Joe Phillips (batterie). Ce dernier quitte le groupe en 2006, avant la sortie de leur premier EP, We Know What It Means to Be Alone, et sera remplacé par Dan Flint (batterie). 
Le nom du groupe You Me at Six (pouvant être traduit par « Toi moi à six » en français) provient d’une expression populaire utilisée pour se donner rendez-vous, et donc du fait que les membres se retrouvaient tous à six heures pour répéter étant plus jeunes.
Leur premier album, Take Off Your Colours, sort 6 octobre 2008 en Angleterre avec le label Slam Dunk Record. En 2009, ils signent avec Epitaph Records et sortent une version deluxe de leur premier album comprenant cinq nouveaux titres. 
Ils partiront avec Fall Out Boy pour leur tournée européenne. 

### Hold Me Down(2009 - 2010)
En janvier 2010, le groupe sort son deuxième album, Hold Me Down, avec Virgin Records. Il se classera cinquième dans les chartes anglaises et single Liquid Confidence gagnera un Kerrang! Awards en 2010. 
Le 18 mai 2010, le groupe est invité à la BBC Radio One's Live Lounge où ils joueront une version acoustique de Liquid Confidence et une reprise de Starry Eyed d'Ellie Goulding. Cette même année, ils jouent dans plusieurs festivals tel que Punkspring au Japon ou le Vans Warped Tour. Ils partiront également en tournée avec Paramore dont une date à Paris. 

### Sinners Never Sleep(2011 - 2014)
En février 2011, le groupe collabore avec le duo Chiddy Bang sur le titre Rescue Me. Le 3 octobre 2011, ils sortent leur troisième album, Sinners Never Sleep, sur lequel on peut retrouver en invité Oli Sykes et Winston McCall (Parkway Drive).  
L’année 2011 est synonyme de consécration pour You Me at Six avec le titre de « Best British Band » aux Kerrang! Awards. 
Le 18 mars 2012, ils publient la chanson The Swarm. Cette dernière a été faite en collaboration avec le parc d'attraction Thorpe Park pour l'attraction du même nom. Le 8 décembre 2012, le groupe joue leur plus gros concert à la Wembley Arena. Le concert a été enregistré et publié en CD/DVD sous le nom the Final Night of Sin en 2013.

### Cavalier YouthetNight People(2014 - 2018)
En 2013, le groupe revient à Los Angeles pour enregistrer un nouvel album avec le producteur Neal Avron. L'album qui en résulte, Cavalier Youth, est publié le 27 janvier 2014, accompagné du single Lived a Lie en septembre 2013. Ils réalisent un documentaire sur le processus d'enregistrement intitulé Oceans Away. Ils quittent également le label Virgin Records pour passer chez BMG. Ce nouvel album atteindra la première place des chartes anglaises. Le groupe assure la première partie de la tournée Love Lust Faith + Dreams Tour du groupe Thirty Seconds to Mars en 2014. Ils réalisent également une tournée anglaise avec All Time Low et une tournée européenne avec Deaf Havana pour promouvoir leur nouvel album. 
Leur cinquième album, Night People, est publié le 13 janvier 2017. Leur titre Take on the World est utilisé pour le final de la série Vampire Diaries.

### VIetSuckapunch(2018 - 2022)
Leur dernier album, Night People, ayant reçu des critiques plutôt mitigées, ils travaillent directement sur un nouvel album, VI, qui sortira moins de deux ans après le précédent, le 5 octobre 2018. 
Le 15 janvier 2021, ils sortiront leur septième album, Suckapunch, avec le label Underdogs Records. 

### Truth Decayet fin du groupe (2023 - 2025)
Leur huitième album, Truth Decay, sortira le 10 février 2023. On peut retrouver Rou Reynolds (Enter Shikari) et Cody Frost en invité sur cet album. Le 18 aout 2023, ils sortiront un album live intitulé, Live from Alexandra Palace.
Le 31 janvier 2024, le groupe annonce la fin du groupe avec une dernière tournée, célébrant également les vingt ans du groupe. Cette tournée débutera aux États-Unis le 9 octobre 2024 avec un concert à Dallas. Elle se poursuivra en Europe avec la première date en France au Bataclan à Paris avec les groupes The Xcerts et Mouth Culture. Elle se clôturera par deux dates à la Wembley Arena à Londres les 3 et 4 avril 2025. 

## Membres

### Membres actuels
- Joshua « Josh » James Alphonse Franceschi - chant (depuis 2004)
- Max Helyer - guitare rythmique (depuis 2004)
- Chris James Miller - guitare solo  (depuis 2004)
- Matt Barnes - guitare basse (depuis 2004)
- Daniel « Dan » Flint - percussions (depuis 2007)

### Musicien de tournées
- Luke Rendell - guitare, chœurs

### Ancien membre
- Joe Phillips -  percussions (2004-2006)

## Discographie

### Albums studio
- 2008 : Take Off Your Colours
- 2010 : Hold Me Down
- 2011 : Sinners Never Sleep
- 2013 : Cavalier Youth
- 2017 : Night People
- 2018 : VI
- 2021 : Suckapunch
- 2023 : Truth Decay

### EP
- 2006 : We Know What It Means to Be Alone
- 2006 : Untitled

## Clips
- 2007 : Save It for the Bedroom (première version)
- 2008 : If I Were in Your Shoes
- 2008 : Gossip
- 2008 : Jealous Minds Think Alike
- 2009 : Save It for the Bedroom (seconde version)
- 2009 : Finders Keepers
- 2009 : Kiss and Tell
- 2010 : The Consequence
- 2010 : Underdog
- 2010 : Liquid Confidence
- 2010 : Stay with Me
- 2011 : Loverboy
- 2011 : Bite My Tongue (feat. Oli Sykes de Bring Me the Horizon)
- 2012 : No One Does It Better
- 2012 : Reckless
- 2013 : Lived a Lie
- 2013 : Fresh Start Fever
- 2013 : Room to Breathe